# Кюнсберг, Эберхард фон
 Барон Эберхард Макс Пауль фон Кюнсберг (нем. Eberhard Max Paul Freiherr von Künsberg, 2 сентября 1909, Шпейер, Германия — 1945 г.) — немецкий национал-социалист, юрист и дипломат, штурмбаннфюрер СС.

## Биография
Он возглавлял во время Второй мировой войны специальное подразделение, названное в честь его «зондеркомандой Кюнсберга», которая от имени Министерства иностранных дел занималась конфискацией архивов, а также участвовала в крупномасштабном разграблении художественных коллекций и библиотек на территории оккупированных стран.
После февраля 1942 года «зондеркоманда Кюнсберга» (304 солдата и офицера) принимала участие в противопартизанских действих, патрулировании побережья Крыма и обучении трёх рот крымских татар. С 1 августа 1942 года стала называться «батальоном ваффен-СС для особого назначения».
Вызвал неудовольствие Гиммлера; скорее всего именно этим объясняется его перевод в ваффен-СС на фронт:

Кюнсберг до сих пор в своей жизни слишком сильно уверовал, что он может играть роль первой скрипки одновременно в разных местах. К нему относится то, что мы в Баварии называем G’schaftlhuber‘ и пришло, наконец, время, чтобы мы его научили.

8-я кавалерийская дивизия СС «Флориан Гайер», где служил Кюнсберг, была почти полностью уничтожена советскими войсками в январе 1945 года в боях за Будапешт. В общем предполагается, что он был убит между 11 и 14 февраля там же. По устной информации семейного архива, барона ещё раз видели в апреле 1945 в Померании. Он был объявлен пропавшим без вести, а в 1949 признан умершим.